# Gothic Sports
Gothic Sports ist ein Comic im Manga-Stil der deutschen Zeichnerin Anike Hage. Das Werk handelt von der Gründung einer ungewöhnlichen Fußballmannschaft an einem Gymnasium und lässt sich ins Genre Drama einordnen.

## Handlung
Die sportbegeisterte 16-jährige Anya wechselt von der Realschule auf das Lucrece-Gymnasium, das besonders sportliche Talente fördert und viele renommierte Mannschaften beherbergt. Anya trifft in ihrer Klasse Luise, genannt Loo, ihre Freundin aus Kindertagen wieder und freundet sich mit der Außenseiterin Filiz an. Doch sonst findet sie kaum Anschluss. In die Basketballmannschaft wird sie nicht aufgenommen, weil die Teamchefin Marie sie nicht mag. Auch beim Fußball wird sie nicht glücklich, weil der Trainer ihr als Mädchen nichts zutraut und sie nur zuschauen lässt.
Daher beschließt sie gemeinsam mit Loo, Filiz und Julia, die ebenfalls vom Trainer ignoriert wurde, eine eigene Fußballmannschaft zu gründen. Nachdem Filiz für sie Trikots im Gothic-Design entworfen hat, bekommen sie auch die nötige Aufmerksamkeit und haben bald genügend Spieler zusammen. Darunter ist allerdings auch Leon, den Anya hasst, weil er in der Grundschule aus Versehen ihren Hamster getötet hat. Außerdem gehören zum Team der temperamentvolle Kevin, die ungleichen Zwillinge Alexia und Hannes, Ellis, Delia und Olga.
Damit die Mannschaft dauerhaft bestehen darf, müssen sie nun auch ein Spiel gegen die Schulmannschaft bestehen. Als das gelingt, wird die Mannschaft auch vom Direktor offiziell genehmigt. Über die Herbstferien fahren nun alle in ein Übungscamp in den bayerischen Bergen.

## Entstehung

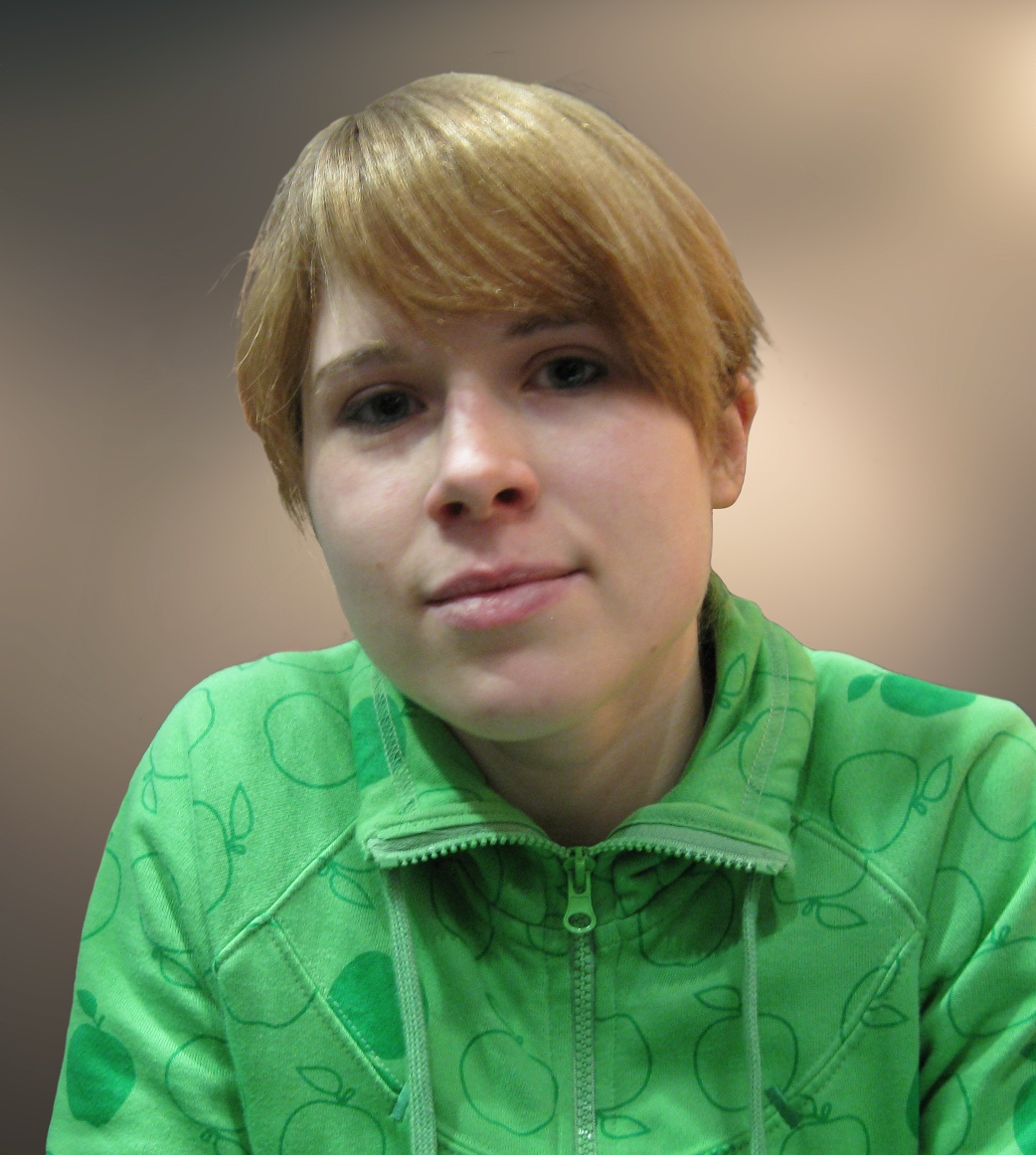
Anike Hage, Zeichnerin von Gothic Sports

Anike Hage wählte den Schauplatz Schule, da sie zur Zeit der Entstehung selbst noch zur Schule ging und so direkt aus eigenen Erfahrungen schreiben konnte. Jedoch entspricht keiner der Charaktere einer Person aus ihrem Bekanntenkreis, alle sind frei erfunden. Zudem wollte sie auch Action in der Geschichte und da sie selbst Fußball spielt, ehemals auch in Schulmannschaften, wählte sie diesen Sport.
Die Zeichnungen wurden mit Bleistift, Zeichenstiften, Rasterfolie und ohne Computer angefertigt. Für die Hintergründe diente oft Wolfenbüttel, Heimatstadt der Zeichnerin, als Vorbild. Für den ersten Band brauchte Anike Hage acht Monate.

## Stil und Konzeption
Die Charaktere sind schlank gestaltet, mit Kulleraugen und kleinen Nasen. Die Konturen sind weich. Auch ganzseitige Illustrationen treten auf sowie einige Farbseiten. Thema des Werkes sind neben dem Fußball auch alltägliche Schulprobleme wie Mobbing.

## Veröffentlichungen

Logo des Mangas

Der Comic erschien ab Februar 2006 bei Tokyopop. Im März 2010 erschien der fünfte Band. Tokyopop empfiehlt den Comic ab 13 Jahren. Im November 2007 erschien ein Kalender mit Motiven aus dem Comic. Es wurden außerdem weitere Merchandising-Artikel wie Schreibwaren und T-Shirts vertrieben. Zusammen mit Jamba bringt Tokyopop den Manga 2009 auch für Handys heraus.
Seit 2006 sind drei Bände bei Soleil Productions in Frankreich erschienen, ab 2007 wurde der Comic von Tokyopop auch auf Englisch in den USA veröffentlicht. Eine Veröffentlichung des ersten Bandes auf Spanisch geschah 2008 bei Dreamers Network.
Die Firma eBookJapan veröffentlichte alle drei bisher erschienenen Bände als japanischsprachige E-Books zum Herunterladen unter dem Titel Gothic Sports – Kessei! Goth Loli・Soccer-bu (ゴシック・スポーツ　～結成！　ゴスロリ・サッカー部～, Goshikku Supōtsu ~Kessei! Gosu Rori・Sakkā-bu, dt. „Gothic Sports – Gründung! [eines] Goth[ic]-Loli[ta]-Fußballclub[s]“).

## Rezeption
2007 erhielt der Comic den Sondermann-Preis in der Kategorie Manga - Eigenpublikation (National) und den AnimaniA-Award bester Manga National.
Laut Kultur-Spiegel zählt die Serie zu den beliebtesten und erfolgreichsten deutschen Comics im Manga-Stil. Anike Hage kombiniere japanischen Erzählstil mit einer im deutschen Alltag spielenden Handlung. Die Geschichten seien den meisten Leserinnen vertraut und mit Esprit und Empathie für die Figuren erzählt. Die Zeichnungen seien elegant und schnittig und die Trikots originell. Mit einem Fußballcomic für junge Mädchen sei Anike Hage etwas außergewöhnliches gelungen.
Die Fachzeitschrift AnimaniA schreibt von einem „runden Lesespaß, angenehmen Lesetempo und liebenswerten Charakteren.“ Der Leser könne sich mit den Figuren und Situationen identifizieren, ob er noch zur Schule geht oder nicht mehr. Die Zeichnungen seien insgesamt gelungen, besonders die kolorierten Artworks werden hervorgehoben. Muster, Farben und Formen harmonierten stets und wirkten frech und jugendlich. Zudem seien nicht nur die Trikots im Gothic-Stil ausgefallen, sondern auch die Alltagskleidung könne sich sehen lassen. Zusammen mit der wirkungsvollen Panelaufteilung gäbe dies ein stimmiges Gesamtbild.